# Notre-Dame-de-Joie (Merlevenez)

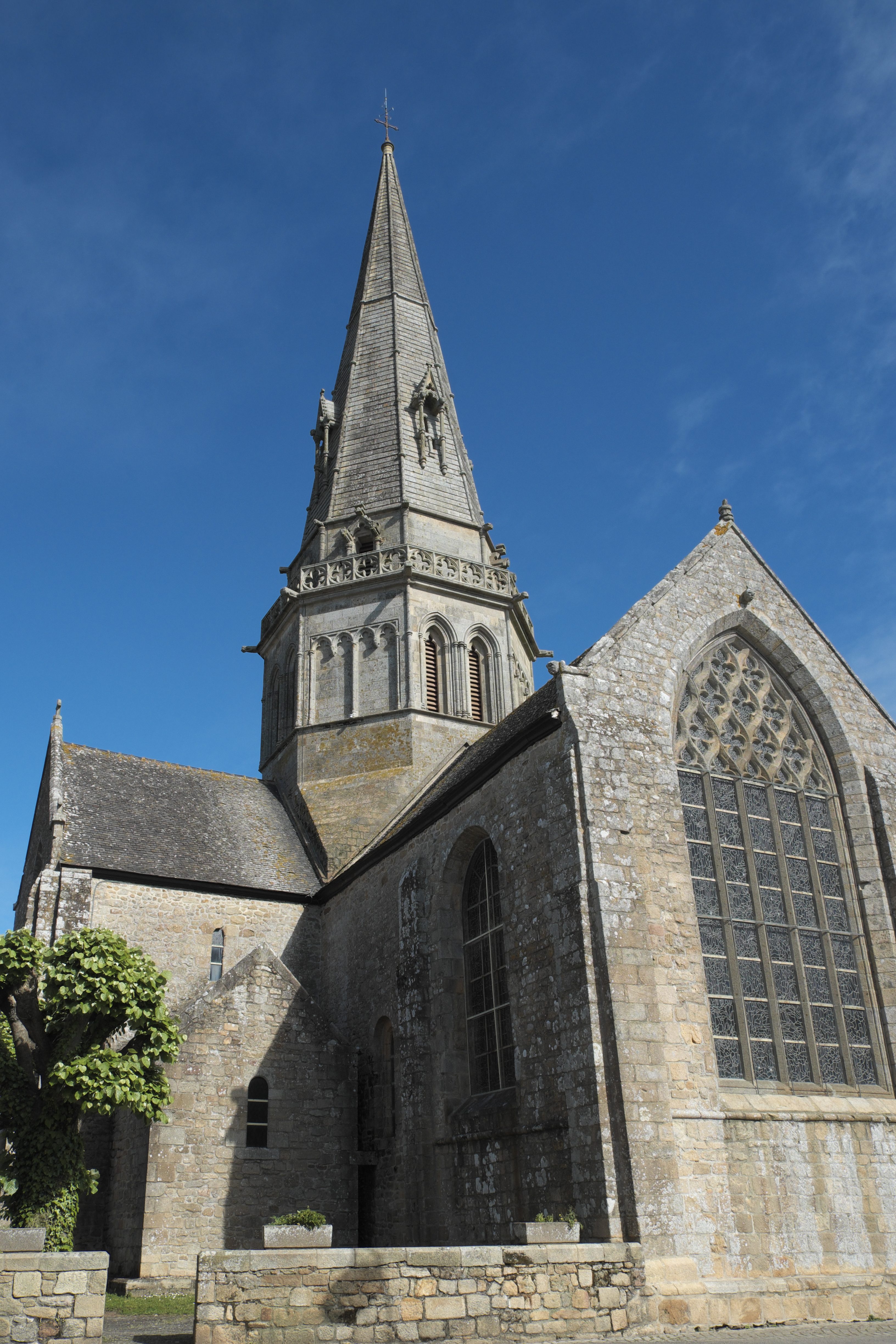
Pfarrkirche Notre-Dame-de-Joie

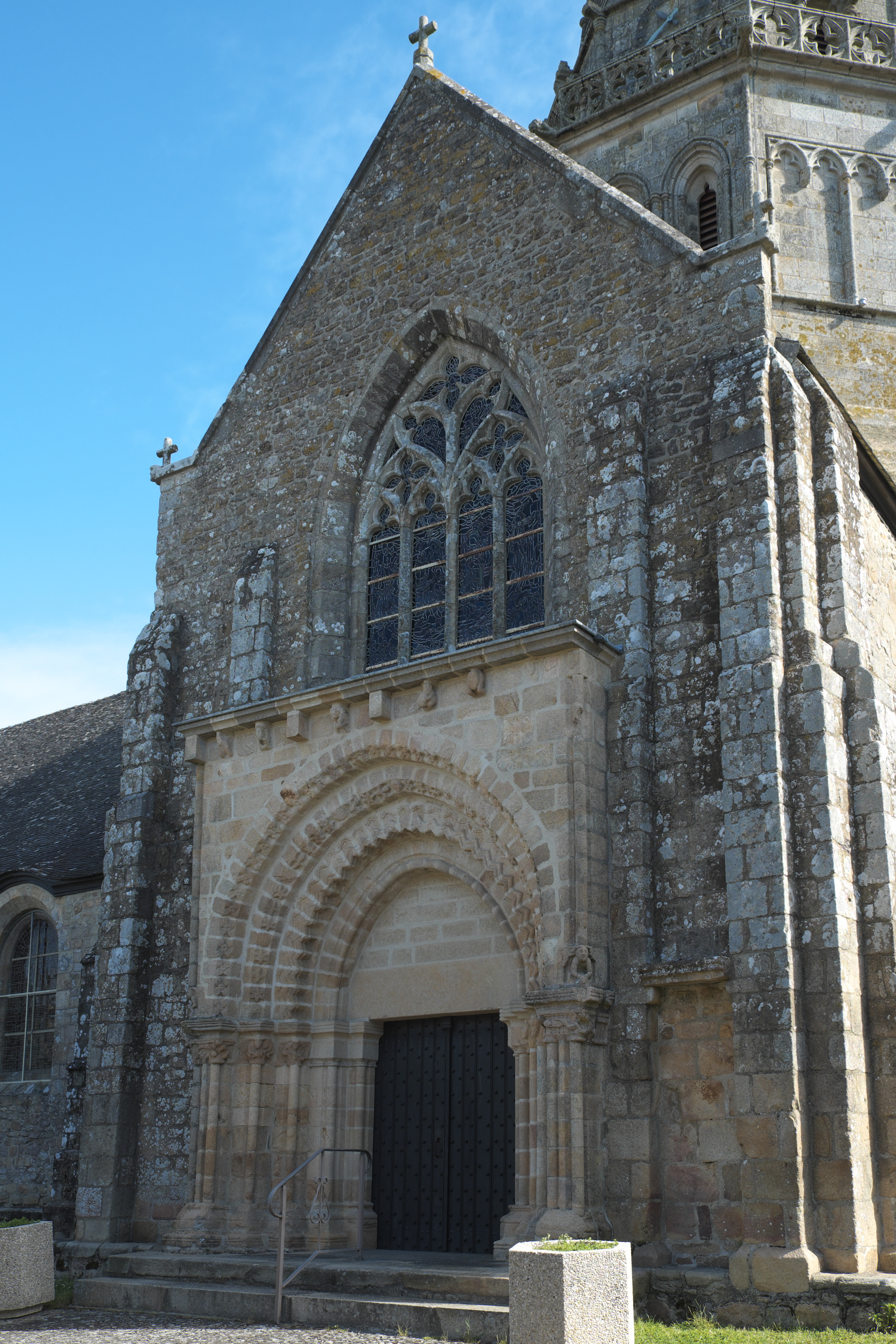
Südliches Querhaus

Die römisch-katholische Pfarrkirche Notre-Dame-de-Joie (Unsere  Liebe Frau von der Freude) in Merlevenez, einer Gemeinde im Département Morbihan in der französischen Region Bretagne, wurde unter Einbeziehung älterer Teile im späten 12. Jahrhundert im Stil der Romanik errichtet. Die Kirche hat einen bedeutenden Skulpturenschmuck aus der Bauzeit bewahrt. Im Jahr 1927 wurde die Kirche als Monument historique in die Liste der Baudenkmäler (Base Mérimée) in Frankreich aufgenommen.

## Geschichte
Die Ursprünge der Kirche von Merlevenez liegen im Dunkeln, erst ab dem 18. Jahrhundert wird die Kirche schriftlich erwähnt. Die im nördlichen Querschiff erhaltenen ältesten Teile der Kirche werden in das späte 11. Jahrhundert datiert. Die Annahme, die Kirche könne im Zusammenhang mit einer Kommende des Templerordens errichtet worden sein, scheint daher widerlegt, da sich die Templer erst in der ersten Hälfte des 12. Jahrhunderts in der Bretagne niederließen. Die heutige Kirche wurde weitgehend im letzten Viertel des 12. Jahrhunderts errichtet. Im 14. Jahrhundert wurde die Kuppel über der Vierung durch ein achtstrahliges Kreuzrippengewölbe ersetzt, wobei die Trompen der ursprünglichen Kuppel erhalten blieben. Über der Vierung wurde ein oktogonaler Turm mit hoher steinerner Spitze aufgesetzt, der im Jahr 1944, während des Zweiten Weltkrieges, zerstört und danach originalgetreu wiederaufgebaut wurde. Ende des 14. Jahrhunderts wurden vermutlich auch die Giebel der Querhausarme und des Chors mit ihren Fensteröffnungen im Flamboyantstil erneuert. Im 19. Jahrhundert vergrößerte man die Fenster des südlichen Seitenschiffs. Um 1960 wurde die Kirche mit Bleiglasfenstern von Jean-Jacques Grüber ausgestattet.

## Architektur

### Außenbau

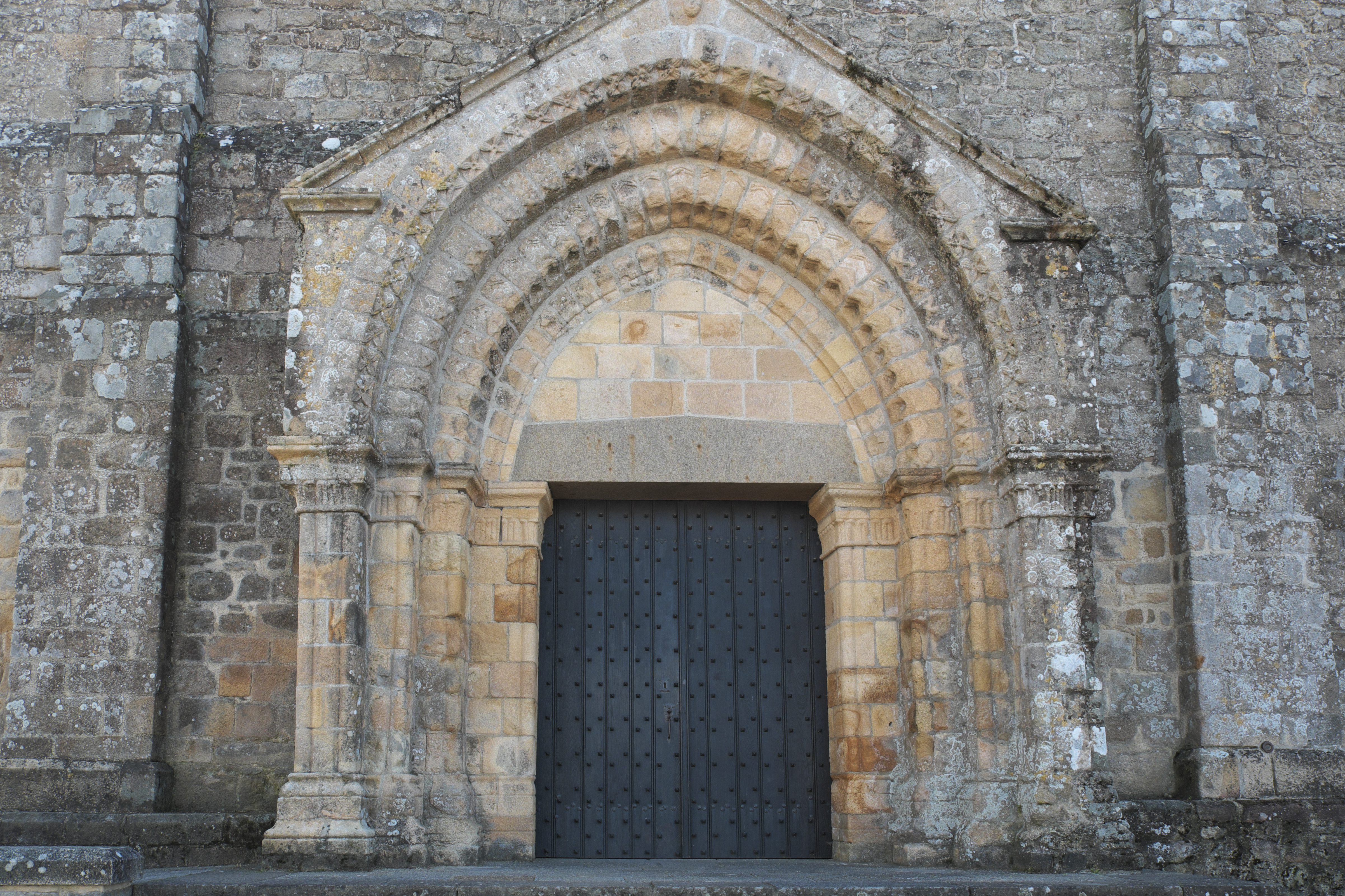
Westportal

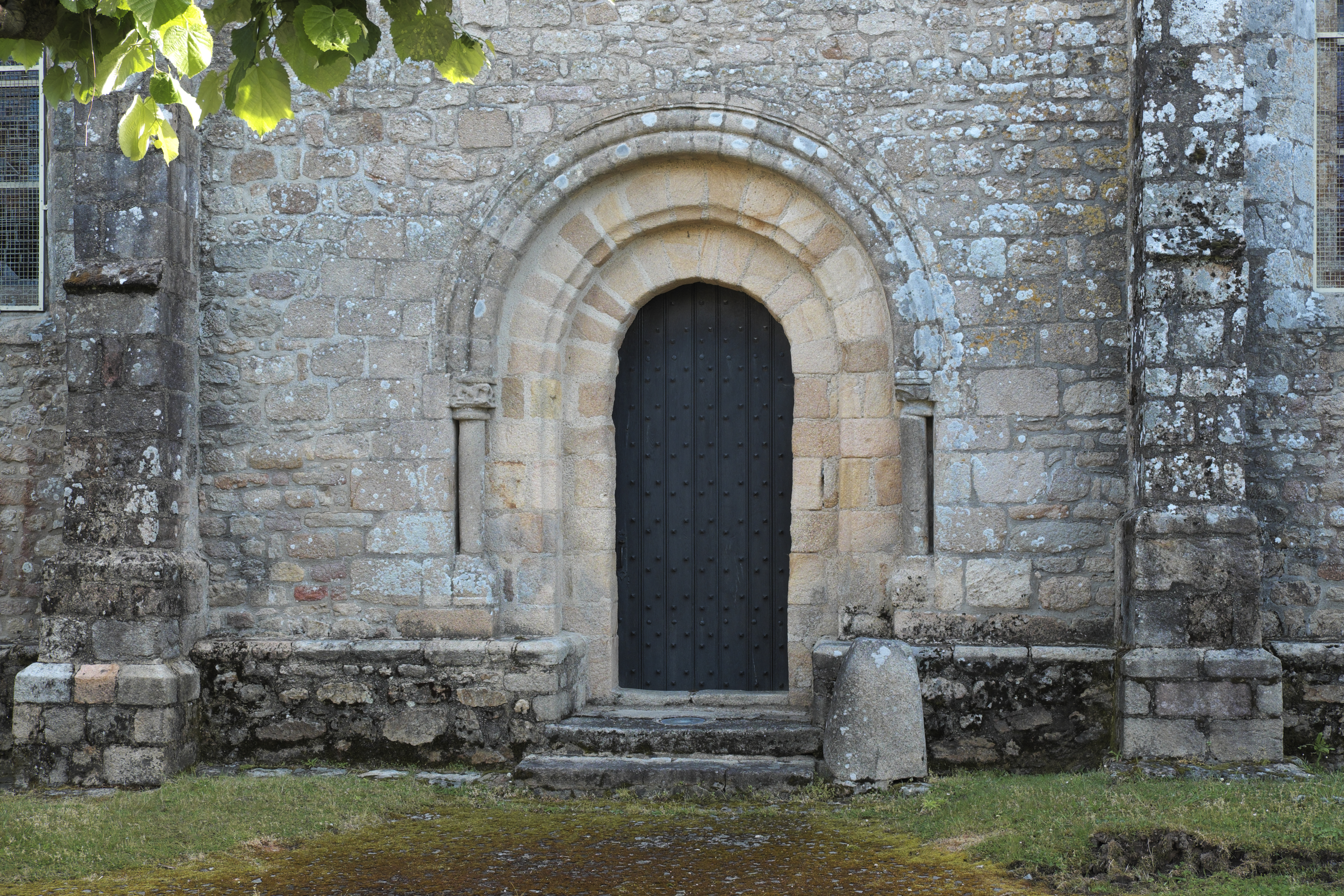
Portal am südlichen Seitenschiff

Die Westfassade wird durch vier flache Strebepfeiler verstärkt. In der Mitte öfnnet sich das Portal, das wie das Portal des südlichen Querhauses in einen Mauervorsprung eingebettet ist. Es wird von leicht zugespitzten Archivolten umgeben, die auf Pfosten aufliegen, deren Kapitelle mit stilisierten Blättern skulptiert sind. Über dem Portal ist ein schmales Rundbogenfenster eingeschnitten.
An der Südseite befindet sich ein weiteres, kleineres Portal. Es ist von rundbogigen, mit Rundstäben verzierten Archivolten umgeben, die auf zwei kurzen Säulen mit Kapitellen aufliegen. An das nördliche Langhaus, im Winkel zur Westwand des Querhauses, ist ein Treppenturm mit einer Wendeltreppe angebaut. Der gerade geschlossene Chor wird ebenfalls durch Strebepfeiler verstärkt. An seiner Ostseite wird er von einem großen Maßwerkfenster durchbrochen.
Das Portal des südlichen Querhauses stammt noch aus dem 12. Jahrhundert. Es ist in einen Mauervorsprung integriert und wird von einem Vordach bekrönt, das auf skulptierten Kragsteinen aufliegt. Das Portal wird gerahmt von vier spitzbogigen Archivolten und schlanken, mit Kapitellen verzierten Säulen. Auf dem linken äußeren Kapitell ist das Martyrium des Apostels Simon, auf dem rechten äußeren Kapitell der heilige Laurentius auf dem Grill dargestellt. Das ursprüngliche Tympanon, auf dem Maria mit zwei Engeln dargestellt war, wurde während der Französischen Revolution zerstört.

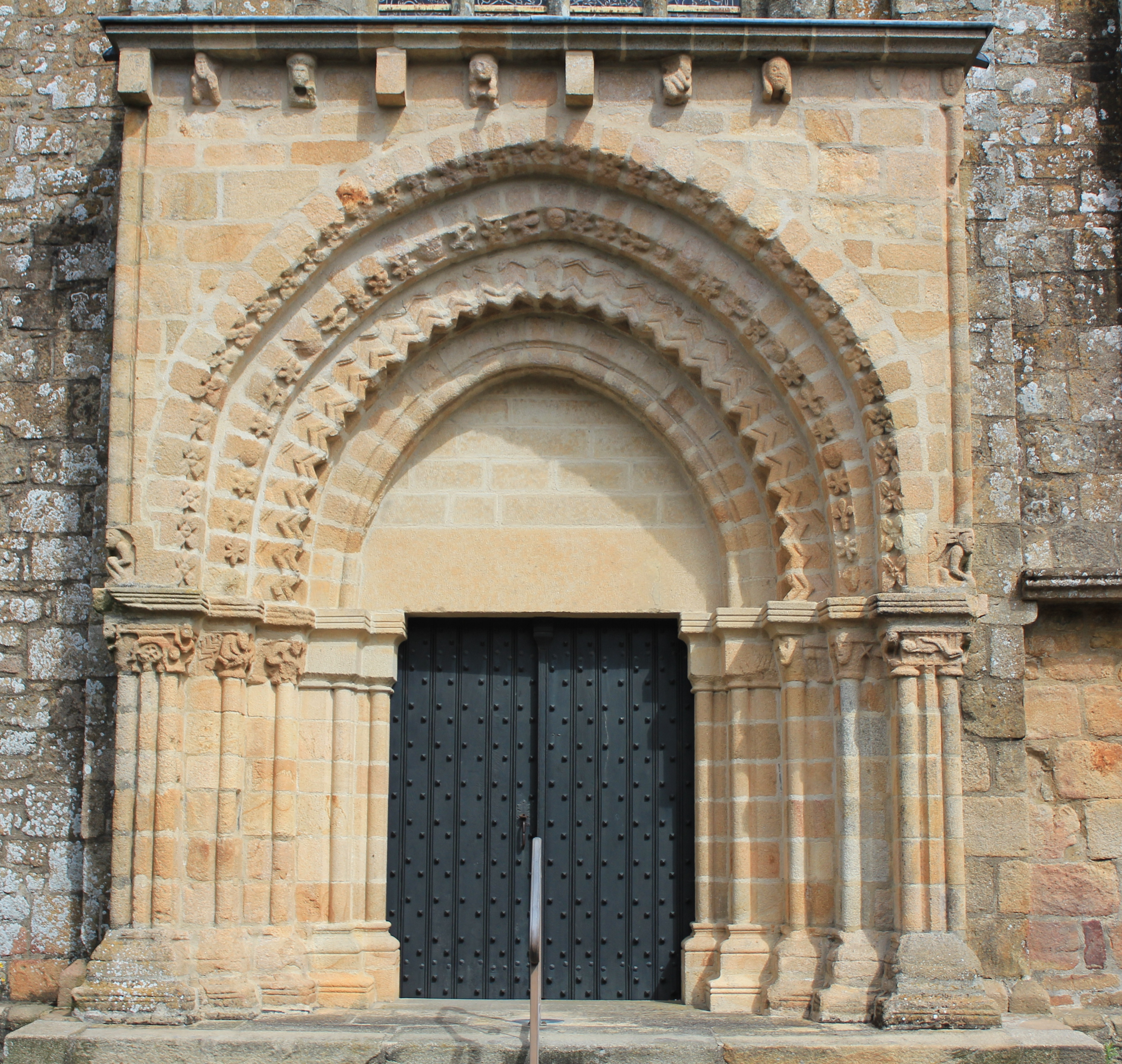
Portal des südlichen Querhauses
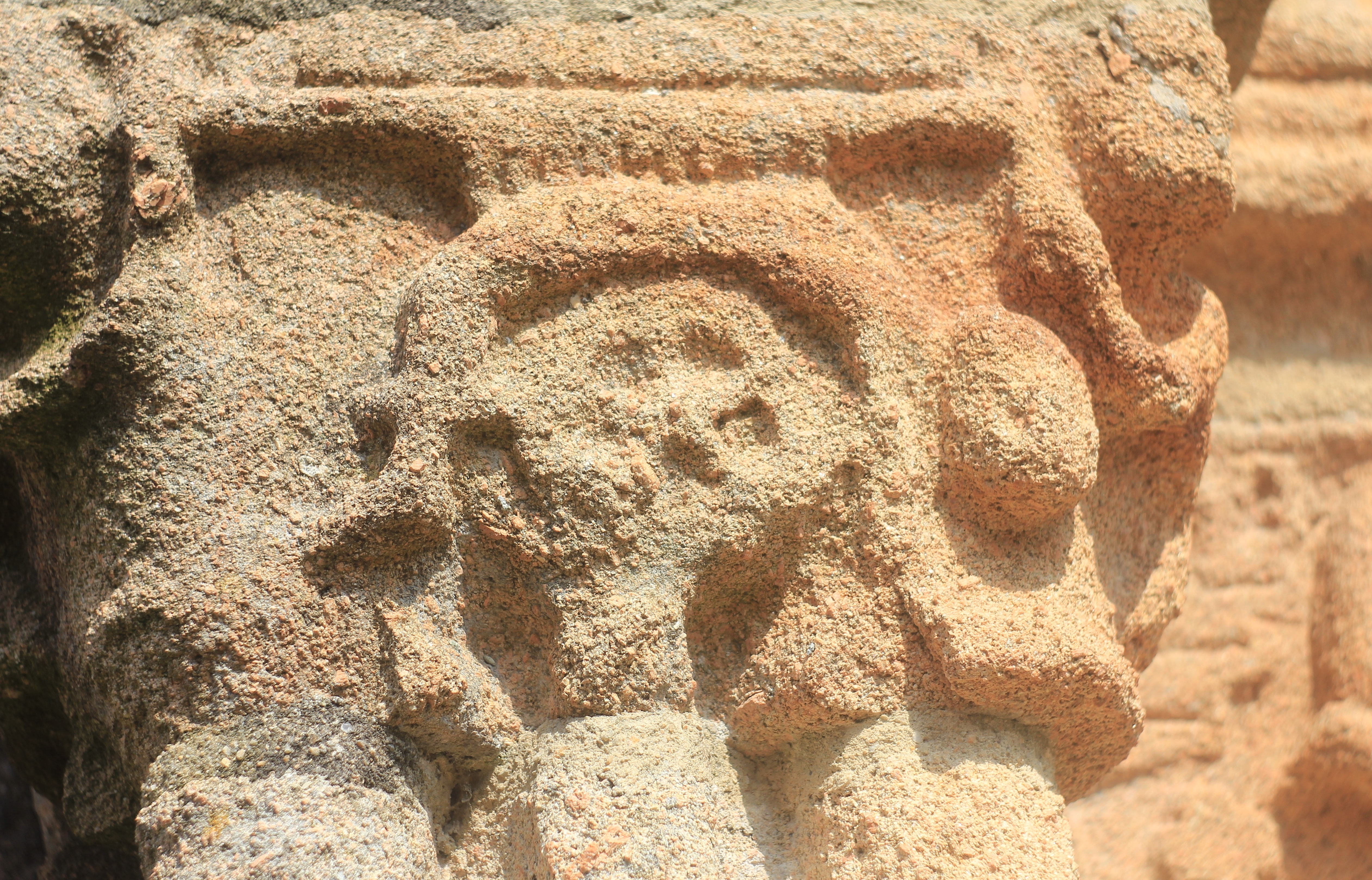
Martyrium des Apostels Simon
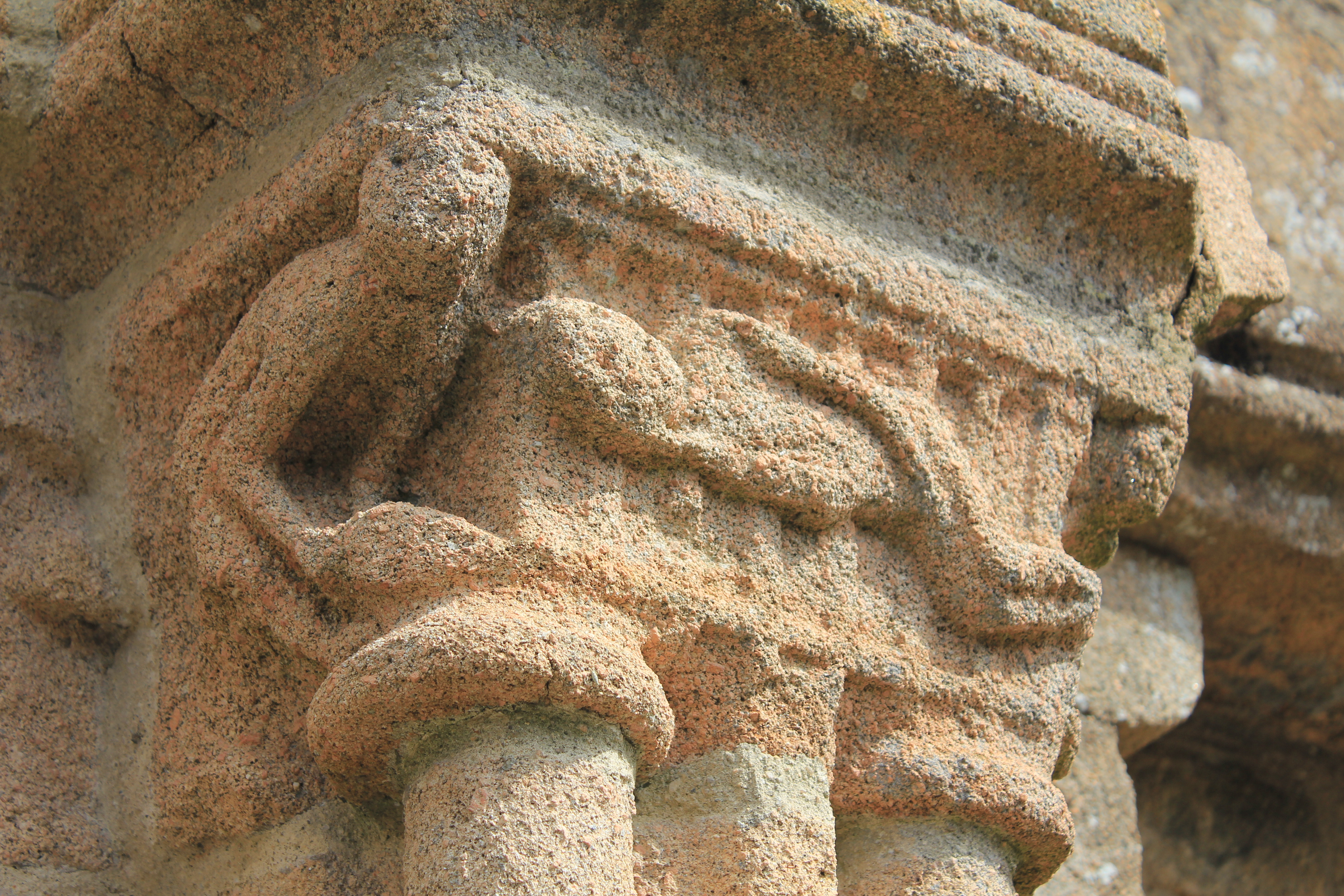
Heiliger Laurentius auf dem Grill

### Innenraum

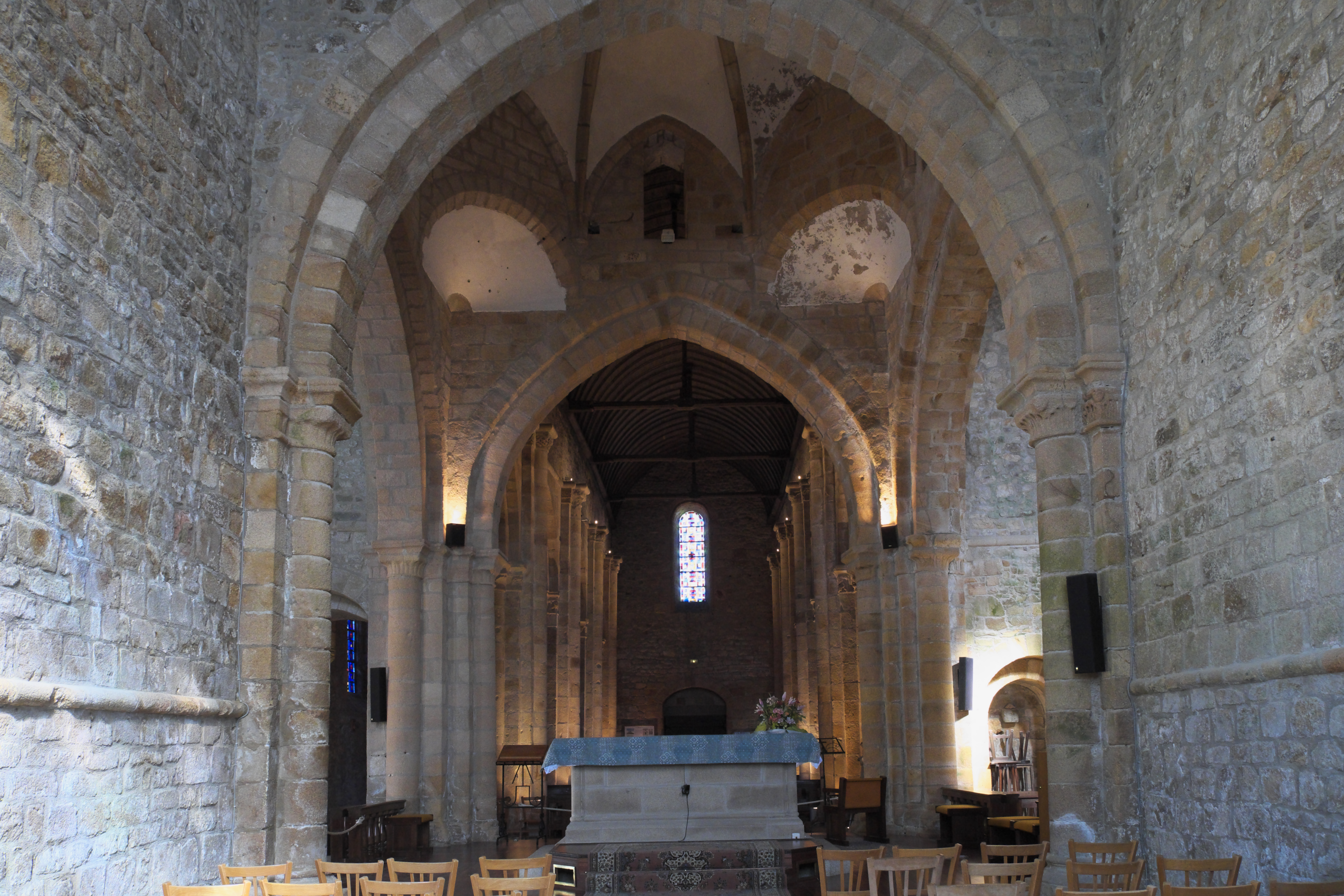
Blick vom Chor nach Westen

Die Kirche ist über dem Grundriss eines lateinischen Kreuzes errichtet. Der Innenraum besteht aus einem dreischiffigen Langhaus mit fünf Jochen, einem deutlich ausgebildeten Querhaus und einem gerade geschlossenen Chor. An das Querhaus schließt sich im Norden eine kleine Kapelle an, die als Beinhaus genutzt wurde. Haupt- und Seitenschiffe besitzen Holzdecken.
Vom Hauptschiff öffnen sich hohe Spitzbogenarkaden zu den schmaleren Seitenschiffen. Sie ruhen auf Pfeilern mit Pilaster- und Säulenvorlagen auf allen vier Seiten. Die zum Mittelschiff gerichteten Pilaster und Halbsäulen reichen bis zur Höhe eines Gesimses, das ursprünglich ein Gewölbe tragen sollte, das allerdings niemals ausgeführt wurde. Bis zum Gesims besteht das Mauerwerk aus regelmäßig zugeschnittenen Steinen, ab dem Gesims wurde das Schiff im 14. Jahrhundert mit Mauerwerk aus Bruchstein erhöht.

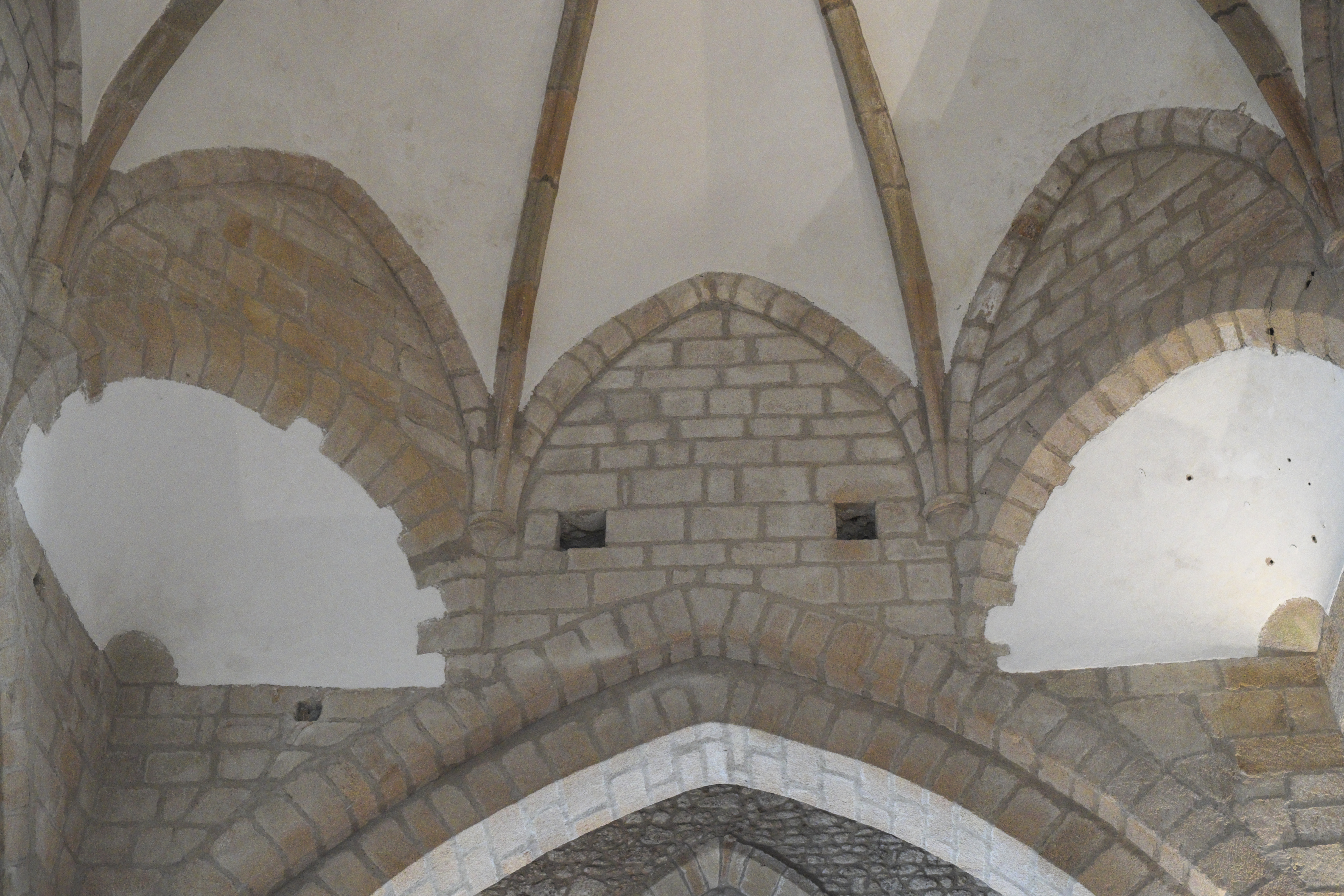
Trompen über der Vierung
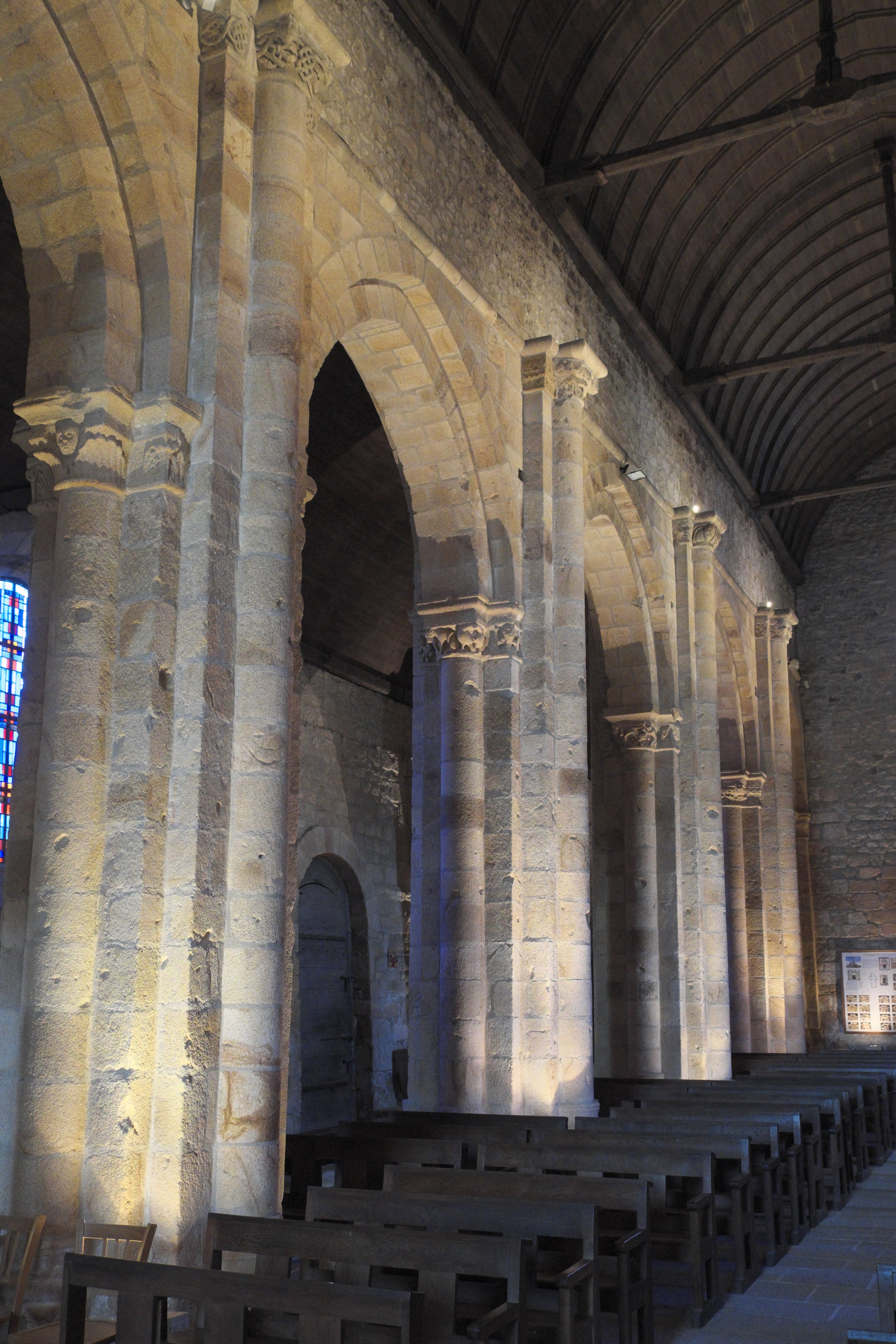
Mittelschiffarkaden
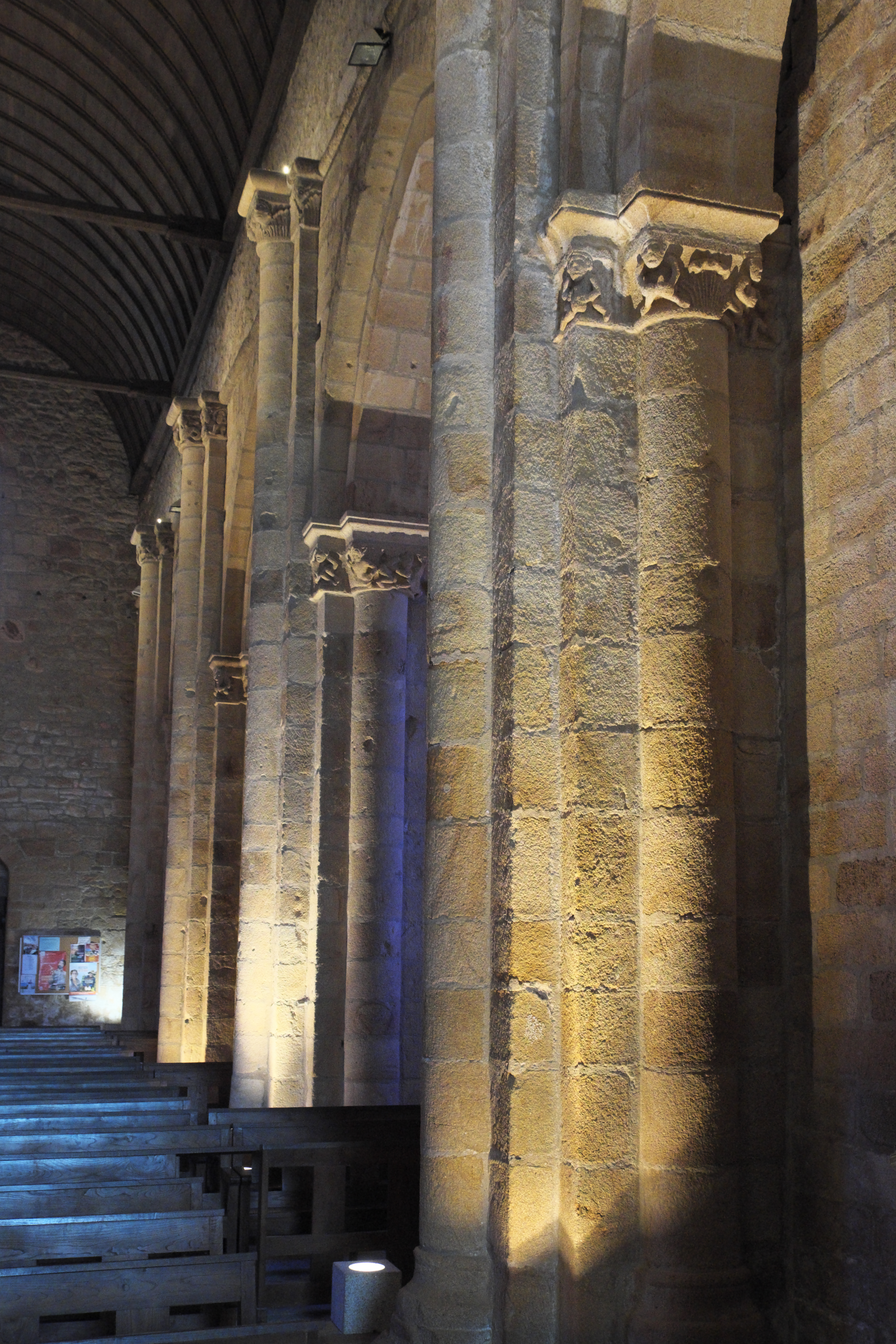
Mittelschiffarkaden

### Kapitelle
Die Kapitelle der Säulen stammen noch aus dem 12. Jahrhundert. Sie sind mit figürlichen Darstellungen, mit Köpfen, Schlingbändern, Akrobaten, Tieren und Jagdszenen verziert. Zwei Szenen stellen wie die beiden Kapitellen des südlichen Querhausportals die Martyrien des heiligen Laurentius und des Apostels Simon dar.

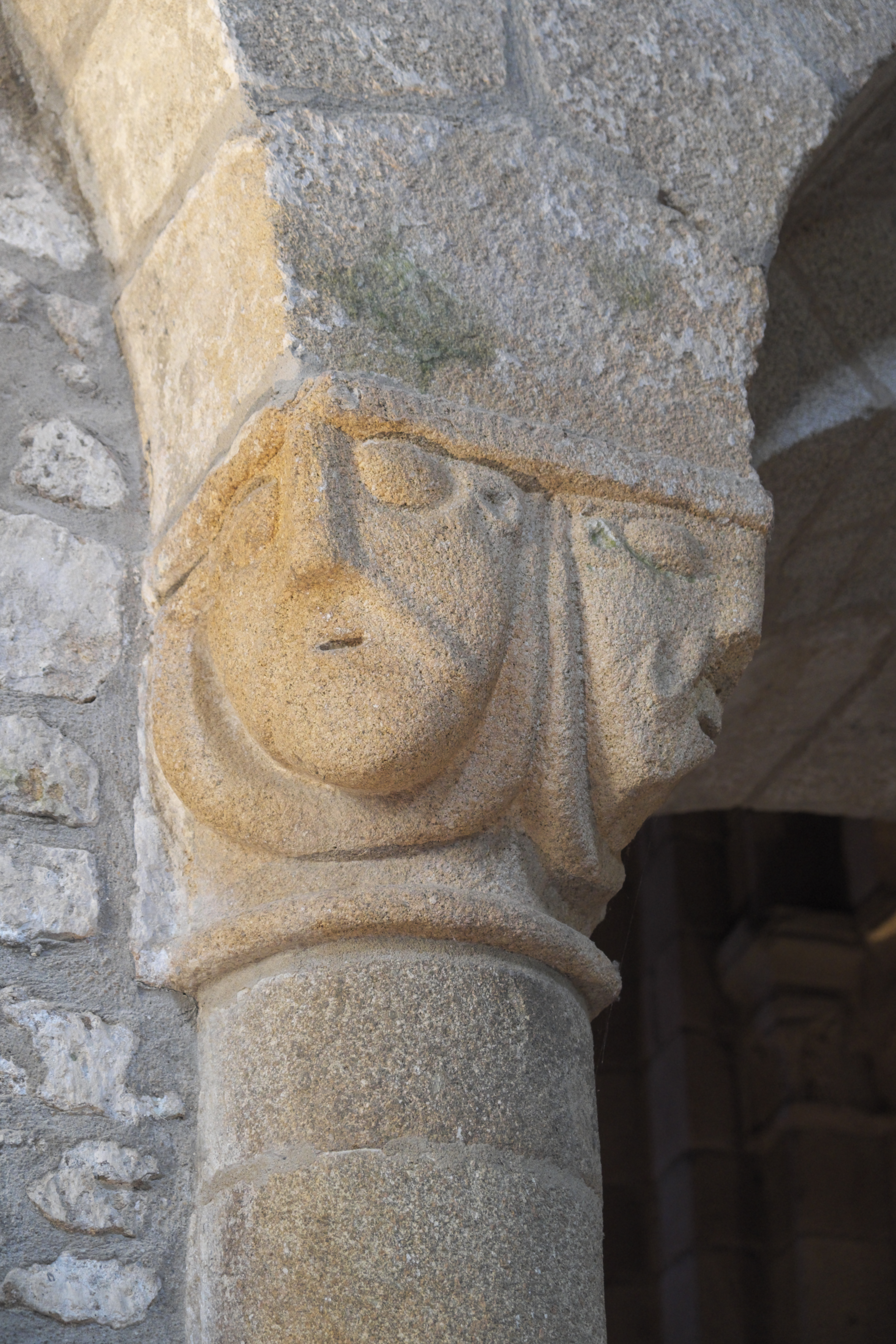
Köpfe
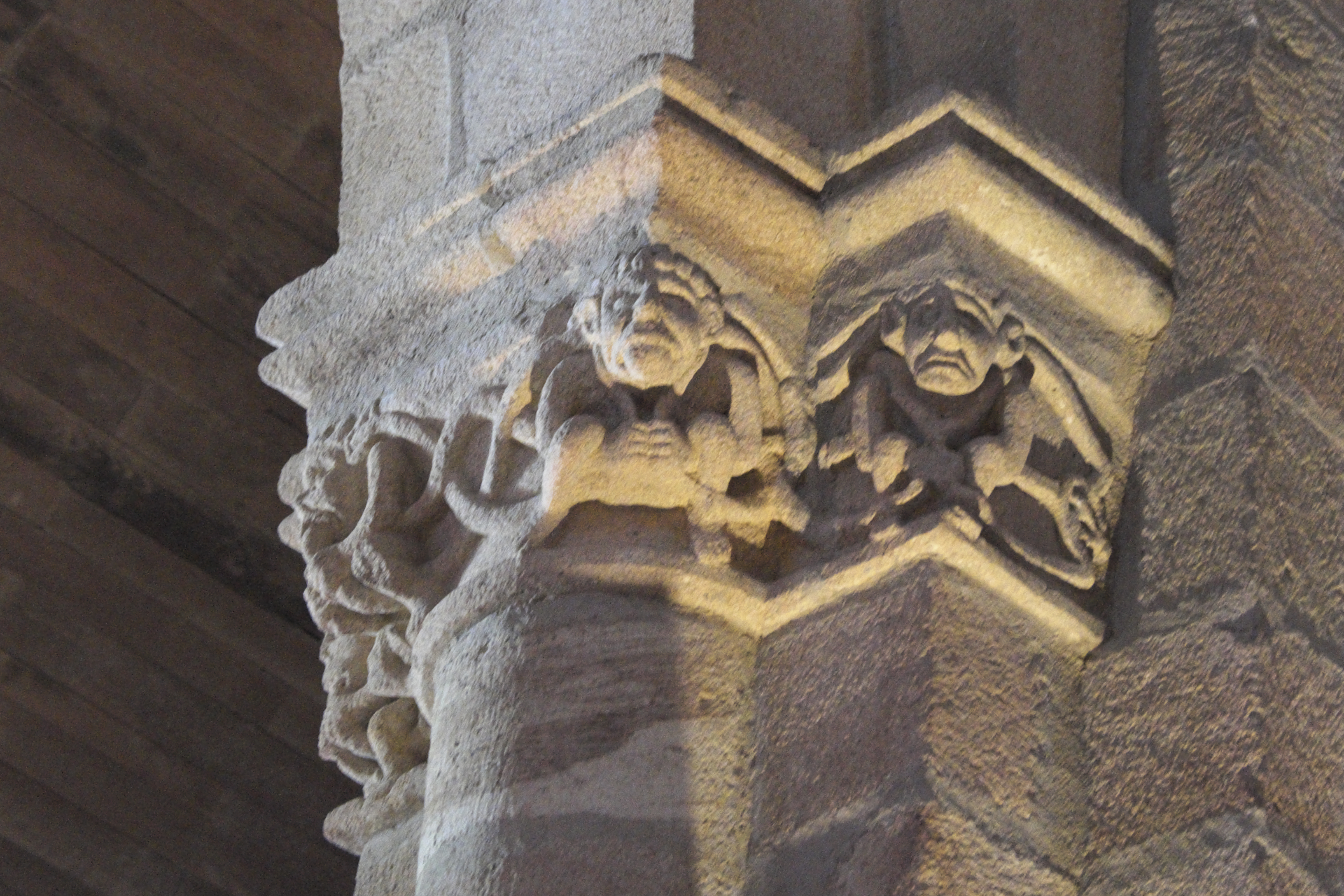
Akrobaten
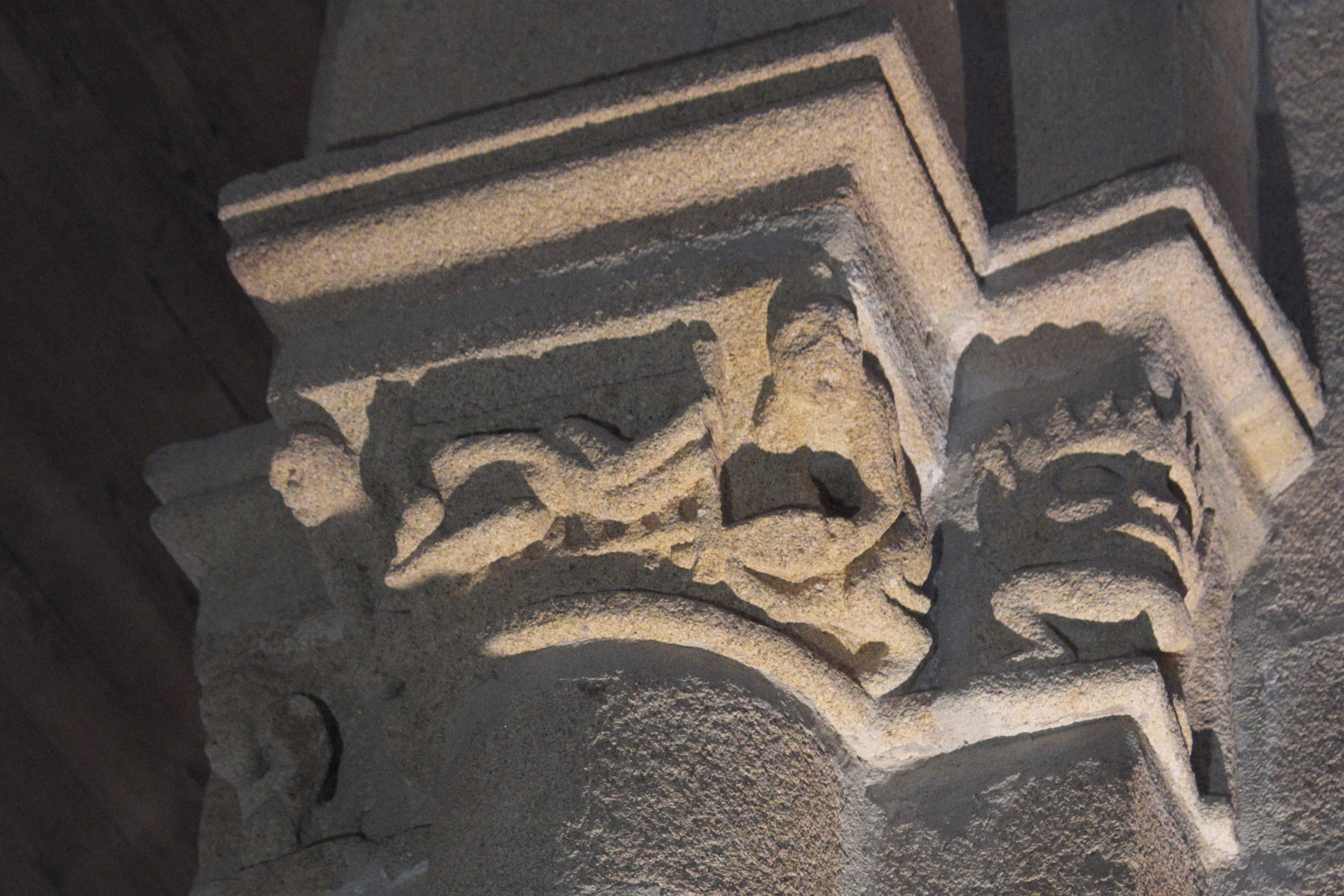
Martyrium des heiligen Laurentius
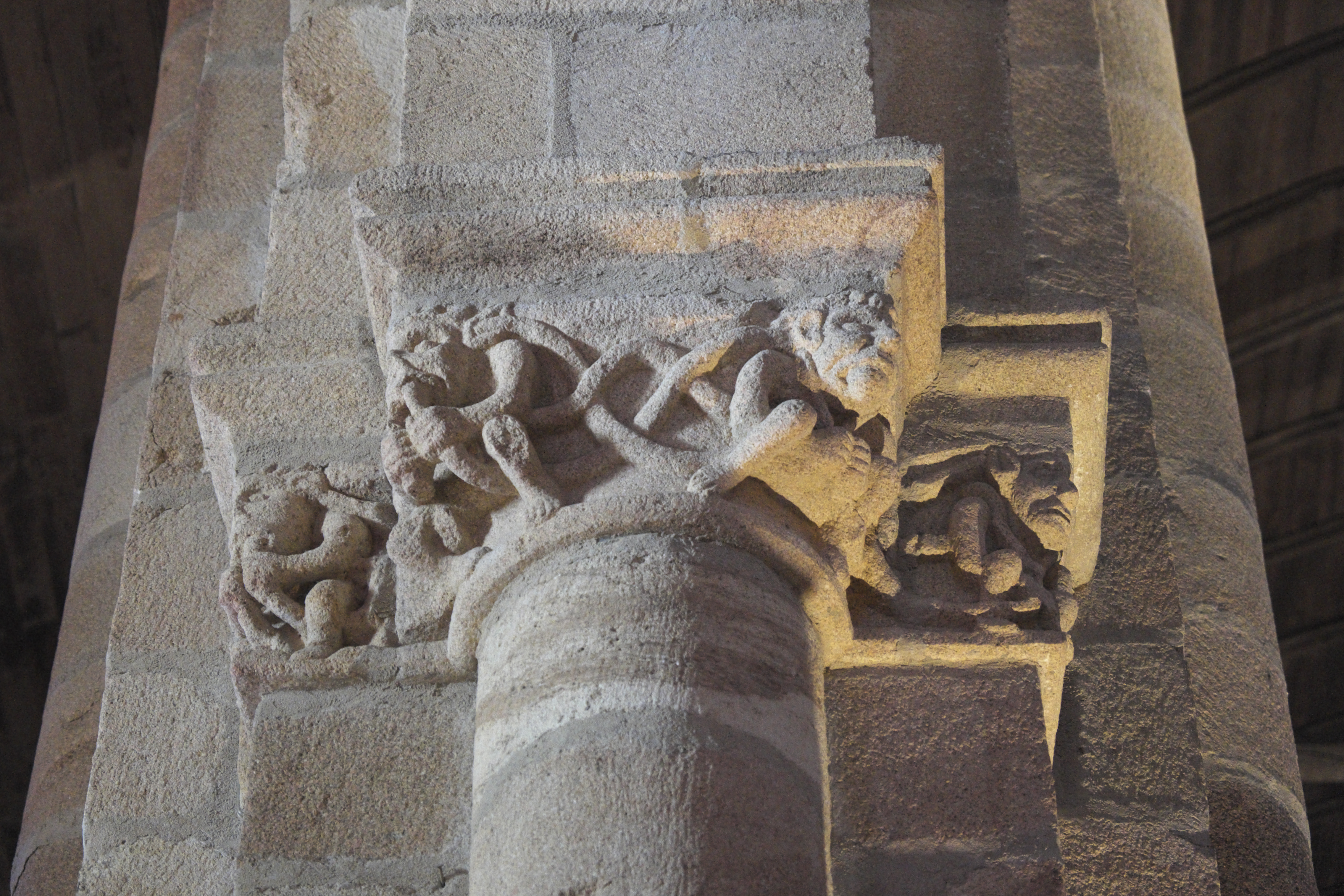
Akrobaten und Schlingbänder